# Midžor
Midžor (serbi: Миџор, búlgar: Миджур) és una muntanya situada a la frontera entre Sèrbia i Bulgària, el pic més alt dels Carpats serbis. La seva altura és de 2.169 metres. Midžor es considerada la muntanya més alta de la Sèrbia central.